# Unwind with Edson
Unwind with Edson är ett studioalbum av det svenska indiebandet Edson, utgivet 2001.

## Låtlista
1. "Birth! School! Dole! Angst!" - 3:46
2. "I Wanna Be Alone" - 4:07
3. "September" - 4:42
4. "Save Me From Myself" - 5:35
5. "I Never Finished a Test" - 3:54
6. "Temper Tantrum 3 Min." - 5:04
7. "Sunday, Lovely Sunday" - 3:53
8. "I Didn't Mean to Be Mean" - 4:13
9. "Friends?" - 3:15
10. "Before I Was Smart" - 3:17
11. "The Luck I Never Had" - 4:01